# Walter Stennes
Walter Stennes, född 12 april 1895 i Fürstenberg, död 18 maj 1989, var en tysk Oberführer i Sturmabteilung (SA). Från år 1927 tog han aktiv del i uppbyggandet av SA i Berlin och blev dess ledare.

## Biografi
I början av 1930-talet var SA:s roll inom nationalsocialismen alltjämt oklar. Stennes kritiserade byråkratiseringen inom Nationalsocialistiska tyska arbetarepartiet (NSDAP) och ville att SA skulle agera som revolutionens avantgarde i störtandet av Weimarrepubliken. Stennes krävde för SA:s del tre namn på NSDAP:s partilista inför 1932 års riksdagsval. Stennes och hans underordnade var därtill missnöjda med lönesystemet och befordringsgången inom SA, men Stennes krav avvisades av Adolf Hitler. Stennes hotade då att avgå som Berlins SA-chef och ta med sig omkring 15 000 man.
Stennes och hans mannar intog den 30 augusti 1930 Gau-kontoret i Berlin och förklarade Gauleiter Joseph Goebbels avsatt. Goebbels varskodde Hitler, som befann sig i Bayreuth; Hitler flög till Berlin och talade till Stennes och SA och påminde dem om deras lojalitet till Führern. Han utlovade ökade anslag till SA. Upprördheten hos Berlins SA svalnade tillfälligt, men blossade åter upp efter att Hitler hade ersatt Franz Pfeffer von Salomon med Ernst Röhm som SA-chef. Stennes kritiserade Röhms ledarskap och motsatte sig Röhms homosexualitet. Hitler utgav ett dekret som gjorde SA underordnat partiorganisationen och Röhm förbjöd SA att ägna sig åt gatustrider. Natten till den 1 april 1931 stormade Stennes och SA NSDAP:s partikansli i Berlin. Goebbels kallade då in Kurt Daluege, dåvarande chef för SS i Berlin, som angrep Stennes och dennes SA-män och kväste revolten.